# Abram Harrison
Abram William Harrison (* 15. Juli 1898 in Holmfield, Municipality of Killarney-Turtle Mountain, Manitoba; † 14. November 1979 ebenda) war ein kanadischer Politiker der Progressive Conservative Party of Manitoba, der unter anderem zwischen 1943 und 1966 Mitglied der Legislativversammlung von Manitoba sowie von 1958 bis 1963 deren Sprecher war. Er fungierte zudem von 1963 bis 1966 als Minister ohne Geschäftsbereich in der Provinzregierung unter Premierminister Dufferin Roblin.

## Leben
Abram William Harrison, Sohn von William Salt Harrison (1856–1926) und Maria Elizabeth Wilkinson (1869–1955), besuchte die Holmfield School und war danach als Manager der familieneigenen Unternehmen Harrison Milling and Grain Company tätig. Bei einer aufgrund des Todes von John Laughlin am 19. August 1941 erforderlichen Nachwahl im Wahlkreis „Killarney“ am 22. Juni 1943 wurde er erstmals zum Mitglied der Legislativversammlung von Manitoba und vertrat diesen Wahlkreis nach seinen Wiederwahlen am 15. Oktober 1945, 10. November 1949 und am 8. Juni 1953 bis zu dessen Auflösung zum 16. Juni 1958.
Bei der Wahl am 16. Juni 1958 wurde Harrison im neu geschaffenen Wahlkreis „Rock Lake“ wieder zum Mitglied der Legislativversammlung gewählt und gehörte dieser nunmehr nach seinen Wiederwahlen am 14. Mai 1959 und am 14. Dezember 1962 bis zu seinem Verzicht auf eine erneute Kandidatur bei der Wahl am 23. Juni 1966, woraufhin sein Parteifreund Henry Einarson zum neuen Abgeordneten für den Wahlkreis „Rock Lake“ gewählt wurde.
Am 23. Oktober 1958 wurde Abram Harrison als Nachfolger von Nicholas Bachynsky Sprecher der Legislativversammlung (Speaker) und bekleidete das Amt des Parlamentspräsidenten bis zum 27. Februar 1963, woraufhin Thelma Forbes ihn ablöste. Harrison selbst übernahm am 27. Februar 1963 in der Provinzregierung unter Premierminister Dufferin Roblin den Posten eines Ministers ohne Geschäftsbereich und bekleidete dieses Amt bis zum 15. Mai 1966.
Aus seiner am 24. November 1937 geschlossenen Ehe mit Amelia Agnes Sutherland (1910–1995), Tochter von Edward Sutherland und Laura Webb, gingen die vier Kinder William Edward Harrison (1938–2007), Heather Ruth Harrison, Errick Harrison und Tomasina Harrison hervor. Nach seinem Tode wurde er auf dem Holmfield Cemetery beigesetzt.